# Station Ballina
Station Ballina is een spoorwegstation in Ballina in het  Ierse  graafschap Mayo. Ballina is het eindpunt van de noordelijke zijtak van de lijn  Dubin - Westport. Deze zijtak splitst zich na Claremorris bij Manulla Junction af van de hoofdlijn.